# ISS-Expeditie 18
ISS Expeditie 18 was de 18de expeditie naar het internationale ruimtestation ISS. De eerste bemanningsleden, de Amerikaan Michael Fincke en de Rus Salizjan Sjaripov, werden op 12 oktober 2008 gelanceerd met Sojoez TMA-13. Ze voegden zich bij de Amerikaan Gregory Chamitoff, die al met Expeditie 17 aan boord van het ISS gekomen was. De Amerikaanse Sandra Magnus volgde op 14 november 2008 aan boord van STS-126 en loste Chamitoff af. De Japanner Koichi Wakata, die op 15 maart 2009 met STS-119 vertrok, loste op zijn beurt Magnus af.

## Bemanning

### Eerste deel (oktober 2008 tot november 2008)
- Michael Fincke (2) commandant -  Verenigde Staten
- Joeri Lontsjakov (3) boordwerktuigkundige en Sojoezcommandant -  Rusland
- Gregory Chamitoff (2) - boordwerktuigkundige -  Verenigde Staten

### Tweede deel (november 2008 tot februari 2009)
- Michael Fincke (2) commandant -  Verenigde Staten
- Joeri Lontsjakov (3) boordwerktuigkundige en Sojoezcommandant -  Rusland
- Sandra Magnus (2) (3) - boordwerktuigkundige -  Verenigde Staten

### Derde deel (februari 2009 tot april 2009)
- Michael Fincke (2) commandant -  Verenigde Staten
- Joeri Lontsjakov (3) boordwerktuigkundige en Sojoezcommandant -  Rusland
- Koichi Wakata (3) - boordwerktuigkundige -  Japan

## Reservebemanning
- Gennadi Padalka - commandant - Rusland
- Michael Barratt - boordwerktuigkundige - U.S.A.
- Nicole Stott - boordwerktuigkundige - U.S.A. (voor Magnus)
- Soichi Noguchi - boordwerktuigkundige - Japan (voor Wakata)
- Timothy Creamer - boordwerktuigkundige - U.S.A. (voor Chamitoff)